# 沙邦
沙邦（法語：Châbons，法語發音：[ʃabɔ̃]）是法国伊泽尔省的一个市镇，属于拉图尔迪潘区。

## 地理
沙邦（45°26'38"N, 5°25'51"E）面积18.14 平方千米，位于法国奥弗涅-罗讷-阿尔卑斯大区伊泽尔省，该省份为法国东南部内陆省份，北起顺时针与安省、萨瓦省、上阿尔卑斯省、德龙省、阿尔代什省、卢瓦尔省和罗讷省。
与沙邦接壤的市镇（或旧市镇、城区）包括：比佐讷、布朗丹、比尔桑、大朗斯、隆日舍纳勒、蒙特勒韦、瓦勒德维里约。

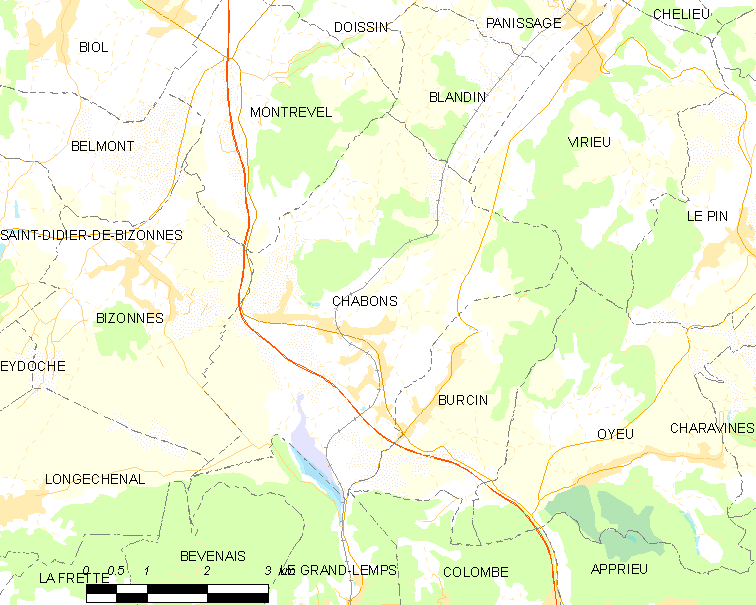
沙邦的OSM定位图

沙邦的时区为UTC+01:00、UTC+02:00（夏令时）。

## 行政
沙邦的邮政编码为38690，INSEE市镇编码为38065。

## 政治
沙邦所属的省级选区为大朗斯县。

## 人口

1962-2008年间沙邦人口变化图示

沙邦于2022年1月1日时的人口数量为2152人。